# Bay View Gardens
Bay View Gardens es una villa ubicada en el condado de Woodford en el estado estadounidense de Illinois. En el Censo de 2010 tenía una población de 378 habitantes y una densidad poblacional de 335,51 personas por km².

## Geografía
Bay View Gardens se encuentra ubicada en las coordenadas 40°48′36″N 89°31′24″O / 40.81000, -89.52333. Según la Oficina del Censo de los Estados Unidos, Bay View Gardens tiene una superficie total de 1.13 km², de la cual 1.13 km² corresponden a tierra firme y (0%) 0 km² es agua.

## Demografía
Según el censo de 2010, había 378 personas residiendo en Bay View Gardens. La densidad de población era de 335,51 hab./km². De los 378 habitantes, Bay View Gardens estaba compuesto por el 97.88% blancos, el 0% eran afroamericanos, el 0.53% eran amerindios, el 0% eran asiáticos, el 0% eran isleños del Pacífico, el 0.26% eran de otras razas y el 1.32% pertenecían a dos o más razas. Del total de la población el 2.38% eran hispanos o latinos de cualquier raza.